# Martin Stamper
Martin Stamper (Liverpool, 21 de agosto de 1986) es un deportista británico que compitió en taekwondo. Ganó una medalla de bronce en el Campeonato Mundial de Taekwondo de 2011 y dos medallas en el Campeonato Europeo de Taekwondo, plata en 2008 y bronce en 2012.

## Palmarés internacional
| Campeonato Mundial | Campeonato Mundial       | Campeonato Mundial | Campeonato Mundial |
| Año                | Lugar                    | Medalla            | Categoría          |
| ------------------ | ------------------------ | ------------------ | ------------------ |
| 2011               | Gyeongju (Corea del Sur) | Medalla de bronce  | –68 kg             |
| Campeonato Europeo |                          |                    |                    |
| Año                | Lugar                    | Medalla            | Categoría          |
| 2008               | Roma (Italia)            | Medalla de plata   | –62 kg             |
| 2012               | Mánchester (Reino Unido) | Medalla de bronce  | –68 kg             |